# Papyrus 37

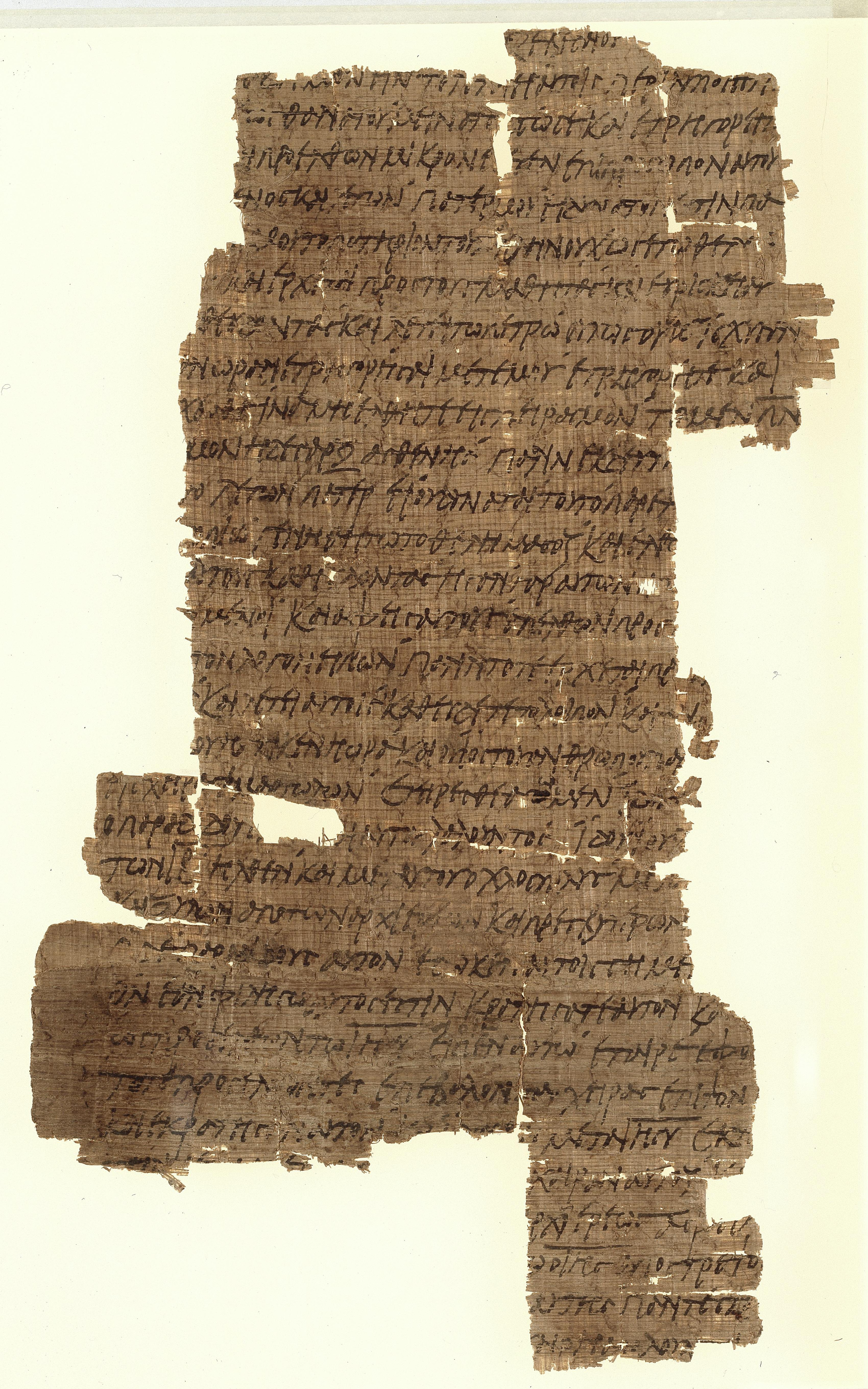
Papyrus 37

Papyrus 37, zkráceně P 37, označován i jako Papyrus Michigan 1570, je oboustranně řecky popsaný papyrový list obsahající úryvek textu Matoušova evangelia (líc: Mt 26,19-36; rub: Mt 26,37-52). Pochází z 3. století. byl nalezen v Káhiře v roce 1924 a dnes je uložen v Michiganské univerzitě Ann Arbor u Detroitu v USA. Ačkoli je papyrus značně poškozen, písmo je velmi dobře čitelné.